# Heinsberg (Nadrenia Północna-Westfalia)
Heinsberg – miasto powiatowe w Niemczech, położone w kraju związkowym Nadrenia Północna-Westfalia, w rejencji Kolonia, siedziba powiatu Heinsberg. Obecnym burmistrzem Heinsberga jest Wolfgang Dieder.
W 2010 roku miasto liczyło 40 760 mieszkańców.

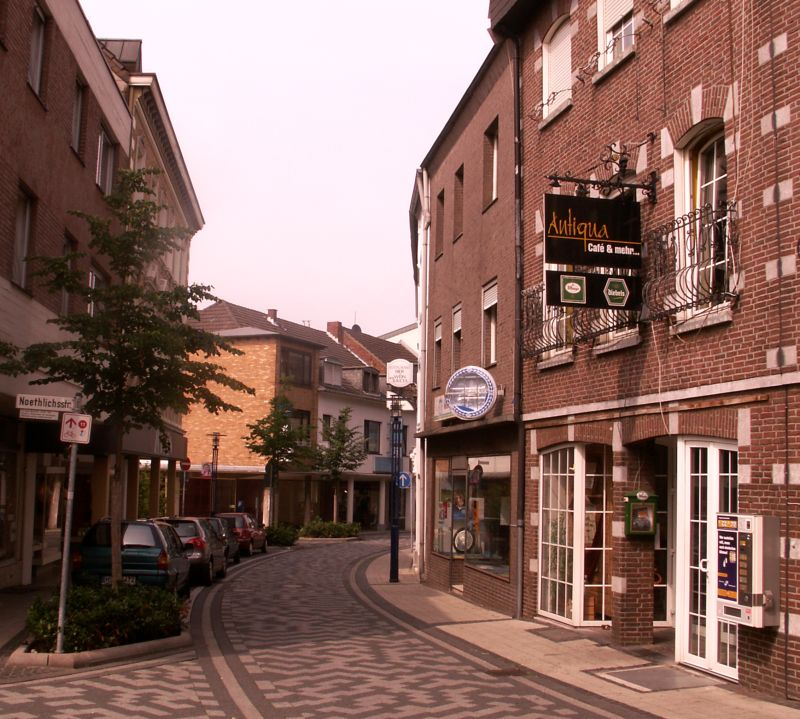
Heinsberg

## Partnerstwo
Heinsberg jest od 1992 miastem partnerskim miasta Ozimek w Polsce. Akt współpracy partnerskiej podpisali burmistrzowie: Andrzej Sobczak i Josef Offergeld.
W roku 2012 oba miasta obchodziły jubileusz 20-lecia podpisania Aktu Partnerstwa.